# フロランタン・ポグバ
ペイレ・フロランタン・ポグバ（Peïlé Florentin Pogba, 1990年8月19日 - ）は、ギニア・コナクリ出身のプロサッカー選手。REヴィルトン所属。ポジションはディフェンダー。ギニア代表サッカー選手のマティアスは双子の兄弟、フランス代表サッカー選手のポールは実弟。

## 経歴

### 生い立ち
ギニアの首都コナクリで生まれ、生後8か月の時に家族と共にフランスのロワシー＝アン＝ブリーに移り住んだ。

### サンテティエンヌ
2012年夏の移籍市場最終日にサンテティエンヌに50万ユーロで移籍し、直後に古巣スダン・アルデンヌにレンタル移籍。2013-14シーズン当初は定位置確保に苦戦したが、12月3日のモンペリエ戦で復帰後初ゴールを挙げて以降スタメンに定着した。しかしギニア代表の試合で重傷を負い、離脱を余儀なくされた。第36節のニース戦で復帰。2014-15シーズン終了後、アストン・ヴィラ移籍の可能性が報じられた が、残留した。
2016-17シーズンのUEFAヨーロッパリーグでは決勝トーナメント1回戦でマンチェスター・ユナイテッドと対戦、弟ポールとのマッチアップが実現した。

### ゲンチレルビルリイ
2018年1月31日、トルコ・スュペル・リグのゲンチレルビルリイへ1年半契約で完全移籍。

### アトランタ・ユナイテッド
2019年2月5日、MLSのアトランタ・ユナイテッドへ完全移籍。

### ソショー
2020年5月18日、ソショー＝モンベリアルに3年契約で移籍した。

### モフン・バガン
2022年6月24日、モフン・バガン・スーパー・ジャイアントに2年契約で移籍した。

## 代表歴
2010年8月11日、マリ代表との親善試合でギニア代表デビュー。
9か月後、トゥーロン国際大会2011に参加するU-20フランス代表の招集を受けた。ポグバは既にギニア代表として出場したが、公式戦ではないためフランス代表への変更が可能だった。フランス代表は順調に勝ち進んだが、決勝戦でコロンビア代表とPK戦の末に敗れた。
2013年3月24日に行われた2014W杯・アフリカ予選のモザンビーク戦でギニア代表に復帰。